# السوفرن (عملة إنجليزية)
كانت العملة السوفرنية عملة ذهبية لمملكة إنجلترا صدرت لأول مرة في عام 1489 في عهد الملك هنري السابع. وكانت القيمة الإسمية للعملة جنيه إسترليني واحد أو عشرين شلن. كما كانت العملة السوفرنية في المقام الأول قطعة رسمية من السبائك ولم يكن عليها أي علامة قيمة. ومع ذلك كانت هذه أول عملة في البلاد تصل قيمتها إلى جنيه واحد.
يشتق الاسم من الحجم الكبير والصورة المهيبة للملك "السوفرن" حيث يظهر الوجه الأمامي للملوك الأوائل ووجه الملك بالكامل الجالس على العرش بينما يظهر الوجه الخلفي شعارات إنجلترا الملكية ووردة تيودور المزدوجة.
كانت العملات السوفرنية الأولى مصنوعة من الذهب عيار 23 قيراطًا (95.83%) ووزنها 240 حبة أو نصف أونصة طروادة. قام الملك هنري الثامن بتخفيض نسبة الذهب إلى 22 قيراطًا أو 91.67%. مع أن هذا كان جزءًا مما يسمى بالانحطاط الأعظم فقد أصبح عيار 22 قيراطًا هو معيار العملة الذهبية في كل من الجزر البريطانية والولايات المتحدة لاحقًا والمعروف باسم الذهب التاجي.
كان قطرها 42 مليمتر (1.7 بوصة) ووزنها 15.55 جرامًا (0.500 أونصة) أي ضعف وزن العملة الذهبية الموجودة الريال. سكت العملة الجديدة استجابة لتدفق كبير من الذهب إلى أوروبا من غرب إفريقيا في ثمانينيات القرن الخامس عشر وأطلق عليها هنري في البداية اسم الريال المزدوج لكنه سرعان ما غير الاسم إلى السوفرن. وكانت قيمة العملة الأصلية كبيرة جدًا بحيث لا يمكن استخدامها عمليًا في التداول وربما كانت بمثابة قطعة عرض تُمنح لكبار الشخصيات. في بعض الأحيان أنشئ السوفرن المزدوج على شكل حصن لمثل هذه الأغراض أيضًا.
يُقرأ النقش A DNO' FACTU' EST ISTUD ET EST MIRAB' IN OCULIS NRS - اختصاراً لـA DOMINO FACTUM EST ESTUD ET EST MIRABILE IN OCULIS NOSTRIS (باللاتينية تعني "هذا فعل الرب وهو عجيب في أعيننا" من المزمور 118).

## الاستبدال
أصدر الملك جيمس الأول عندما اعتلى العرش الإنجليزي عام 1603 عملة سوفرنية في عام توليه العرش ولكن في العام التالي وبعد فترة وجيزة من إعلان نفسه ملكًا لبريطانيا العظمى أصدر إعلانًا لعملة جديدة من فئة عشرين شلن تسمى "يونايت" وترمز إلى أن جيمس دمج التاجين الاسكتلندي والإنجليزي.
وعلى هذا فإن اليونايت ثم الغار القصير الأجل والعريض الآخر حلت محل السوفرن في القرن السابع عشر قبل أن تأسس الغينيا. ومع ذلك تغيرت قيمة الجنيه إلى 21 شلن في عام 1717. ولم يعاد طرح عملة العشرين شلن (جنيه إسترليني واحد) مرة أخرى حتى عام 1817 وأطلق عليها مرة أخرى اسم السوفرن وهي عملة بريطانية لا تزال تصدر حتى يومنا هذا.